# Сузір'я цесаревича (яйце Фаберже)
Великоднє яйце «Сузір'я цесаревича» — ювелірний виріб фірми Карла Фаберже, що виготовлявся на замовлення російського імператора Миколи II. Мало бути подароване імператором дружині Олександрі Федорівні.

## Яйце в Мінералогічному музеї

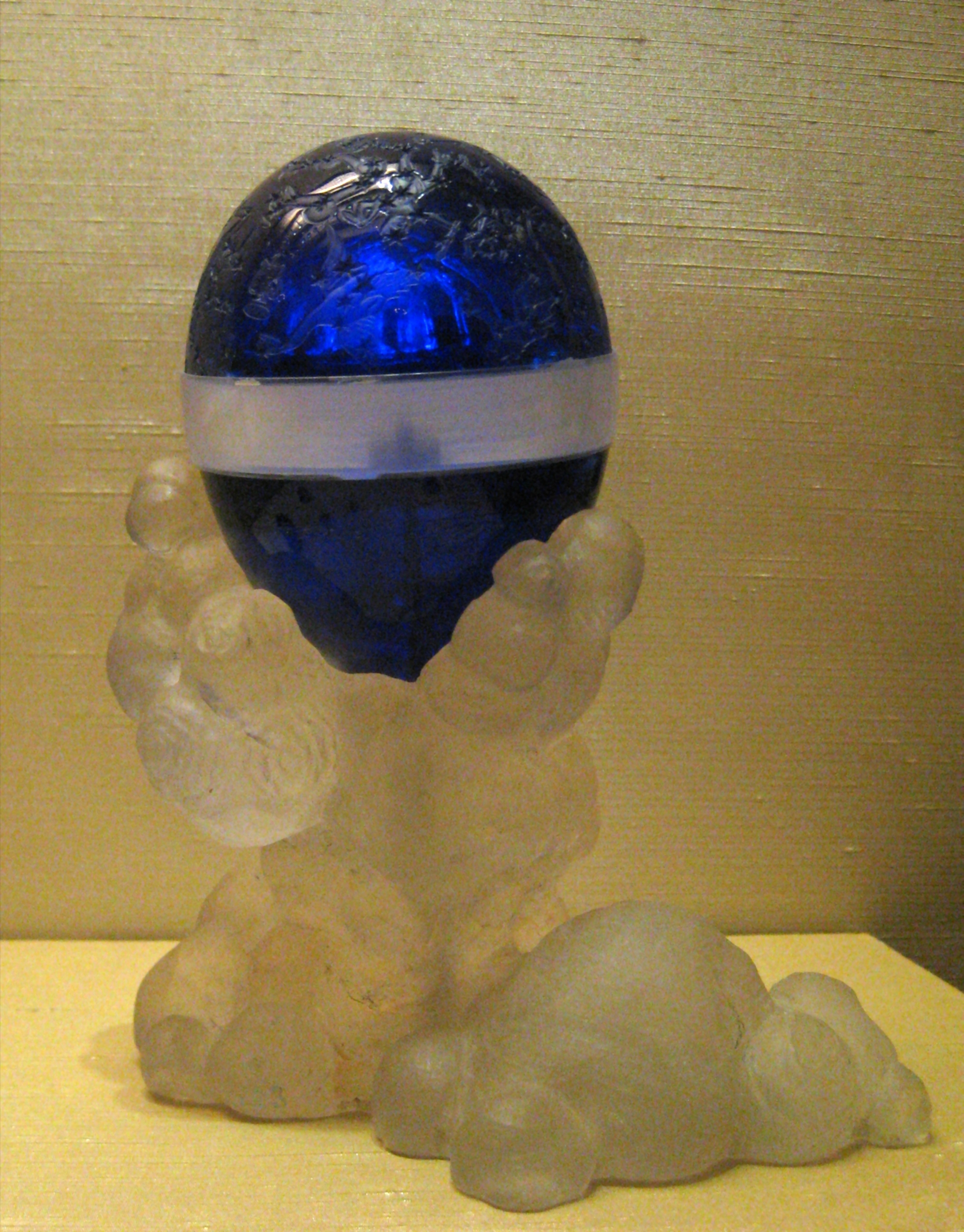
«Сузір'я цесаревича» з Мінералогічного музею